# Wilhelmtheater (Görlitz)
Das Wilhelmtheater war ein Bauwerk in der ostsächsischen Stadt Görlitz. Es wurde zwischen 1888 und 1889 auf dem Gelände des einstigen Theaters im Kaiser-Garten nach Plänen des Görlitzer Architekten Gerhard Röhr erbaut.

## Geschichte
Das nach dem deutschen Kaiser Wilhelm I. benannte Theater eröffnete am 26. Mai 1889. Das Haus bot im großen Theatersaal – dem sogenannten Kaisersaal – bis zu 2000 Zuschauern Platz. Neben dem Kaisersaal existierten mehrere kleinere Räume, wie z. B. der Feldherrensaal. Im Gartenrestaurant fanden etwa 3000 Gäste Platz.
In dem Haus fanden während der Sommerpause des Stadttheaters Aufführungen statt, weiterhin wurden Amateurtheaterstücke aufgeführt sowie Konzerte, Bälle und andere gesellschaftliche Veranstaltungen abgehalten. Um 1911 wurde das Theater umgebaut und eröffnete anschließend als Varietétheater und Kino Union-Theater. Ab 1915 wurde es ausschließlich als Lichtspielhaus genutzt. Im Jahr 1936 wurde das Haus um das Varieté und Kabarett Scala erweitert.
Nach dem Zweiten Weltkrieg wurde es zwischen 1950 und 1951 modernisiert und am 30. Juni 1951 unter dem Namen Karl-Marx-Klubhaus des VEB Waggonbau Görlitz wieder eröffnet. Während der DDR-Zeit fanden hier für politische Kongresse und Bälle statt. In den 1980er Jahren wurde der Innenraum in seiner ursprünglichen Ausstattung wiederhergestellt, jedoch 1989 infolge der Wende geschlossen. Das Haus hatte zu dieser Zeit bereits seinen zahlreichen Dachschmuck verloren. Lediglich die Türme auf den dreieckigen Erkern waren noch in einfacherer Gestalt erhalten.

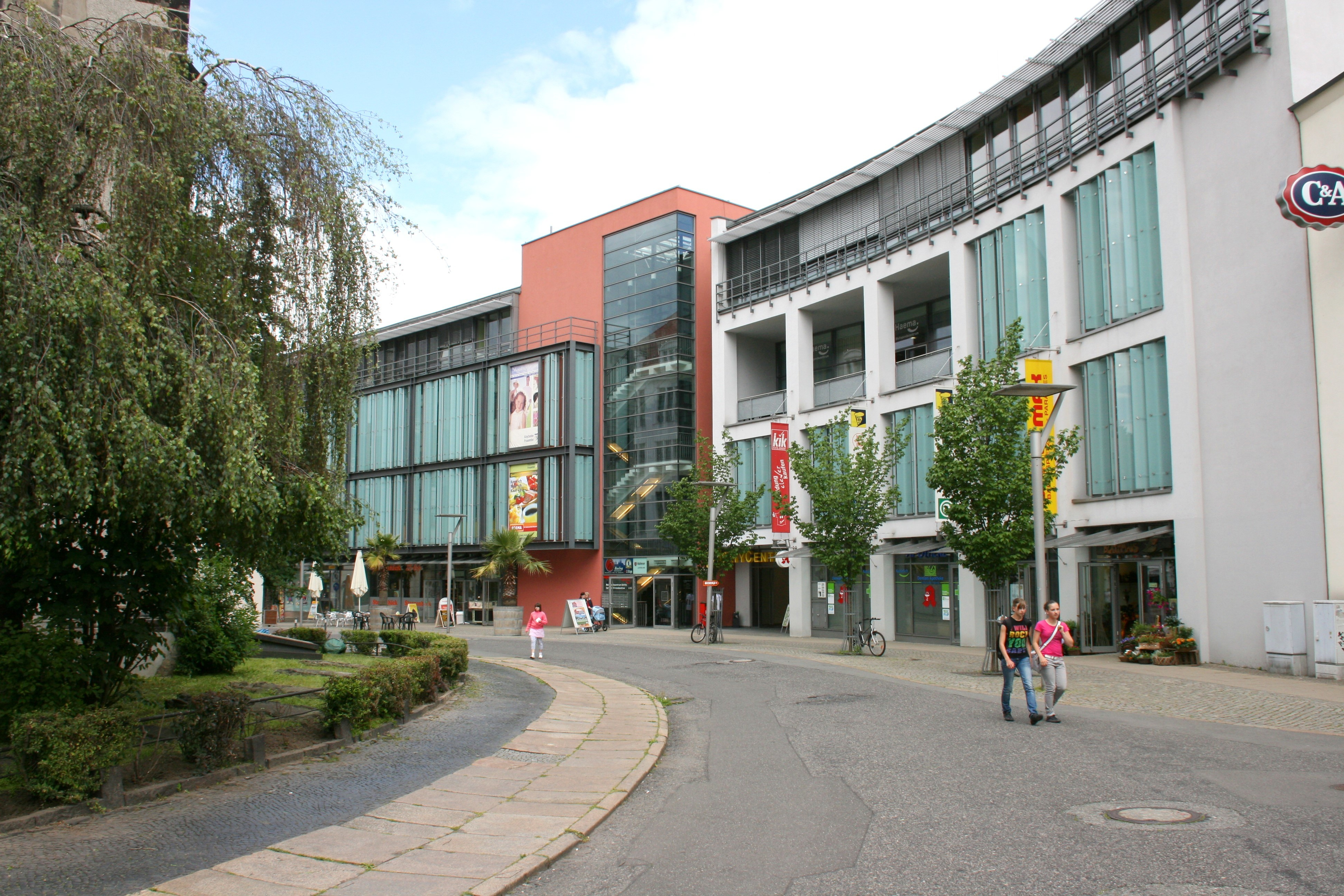
Der Nachfolgebau – das Citycenter Frauentor

In den 1990er Jahren wurde es wieder als Theater unter dem Namen Theater am Karstadt – TAK genutzt. Den einstigen Kaisersaal nutzte zwischen 1991 und 1993 eine Bankfiliale und anschließend bis 1999 das benachbarte Kaufhaus Karstadt als Verkaufsräumlichkeit für die Technikabteilung. Trotz starker Proteste aus der Görlitzer Bürgerschaft und von Seiten der Denkmalpflege mussten das intakte Gebäude und einige Nachbarvillen am Postplatz im Jahr 2001 einem neuen Einkaufszentrum mit Parkhaus weichen.